# Ulster fry

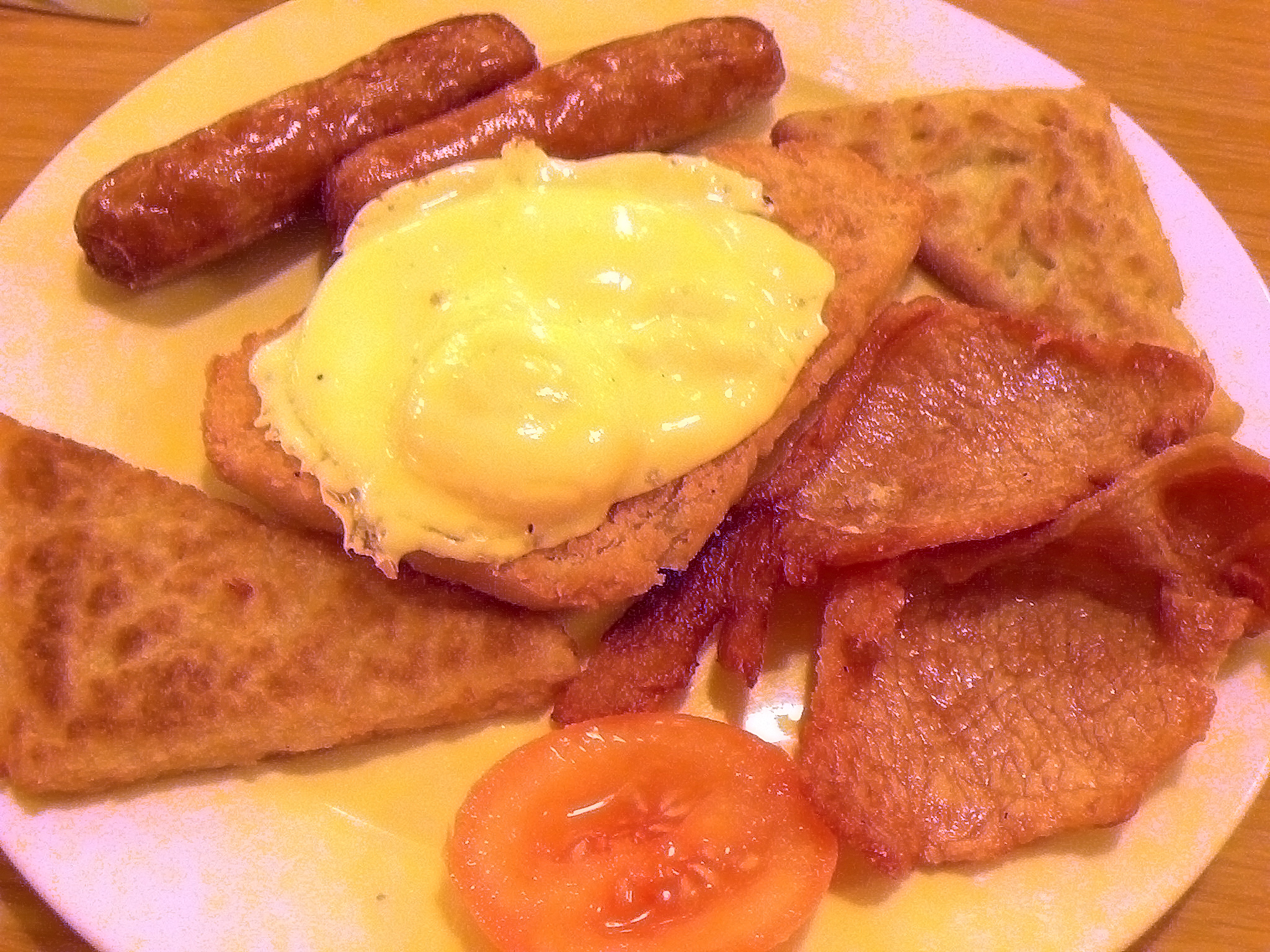
Ulster fry

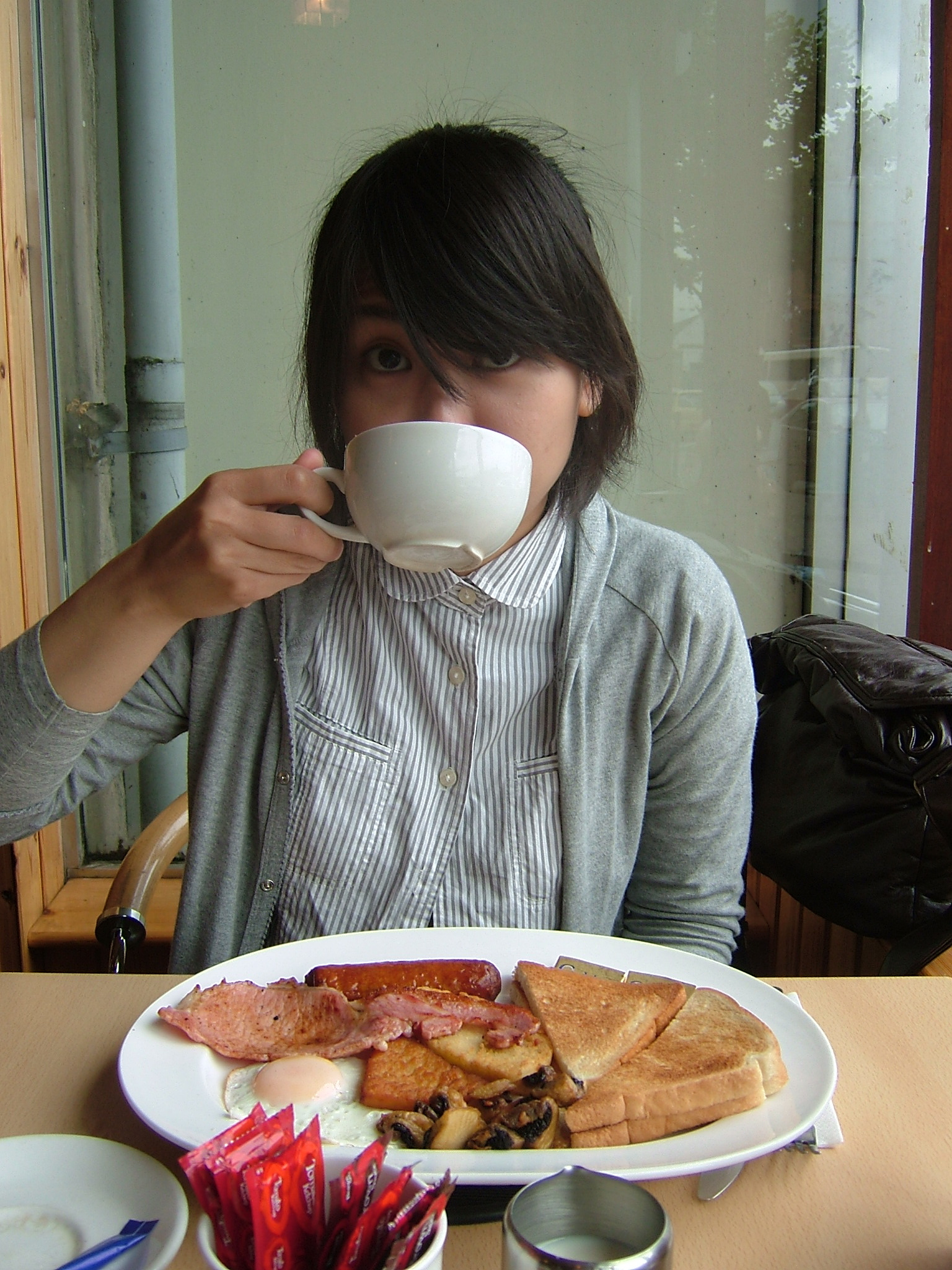
Jovem saboreando um Ulster fry

Ulster fry (significando fritada do Ulster, em Inglês) é um prato frito típico da província do Ulster, na Irlanda do Norte. Alguns autores, tais como Jack Higgins, defendem que se trata do prato mais emblemático da Irlanda do Norte.
A receita tradicional consiste de toucinho, ovos, salsichas (de suíno ou bovino), tomate, pedaços triangulares de pão com fermento e de pão de batata. Pode também incluir cogumelos, outros tipos de pão e panquecas. Todos estes ingredientes são fritos com banha, segundo a tradição. Por vezes, inclui também uma espécie de morcela, conhecida localmente como black pudding.
É conhecido como um ataque cardíaco num prato e, talvez por isso, muitos dos habitantes do Ulster tenham vindo a tentar fazê-lo grelhando os ingredientes ou usando gorduras mais saudáveis, tais como o óleo de girassol ou o óleo vegetal.

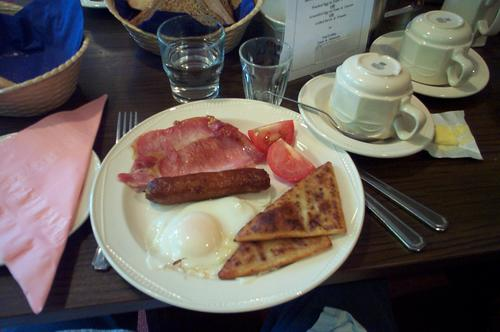
Ulster fry, em Belfast

O Ulster fry não é considerado um prato apenas para o desjejum, uma vez que é servido também como almoço e como jantar, em casa ou no café, por toda a província. No entanto, alguns estabelecimentos servem-no preferencialmente na parte da manhã, não sendo raro observar menus indicando que o Ulster fry só é servido até às 11:30. Em outros casos, o preço varia, aumentando quando o prato é solicitado mais tarde, fora deste horário.
Os emigrantes também o tornaram popular fora da Irlanda do Norte.
Entre 2001 e 2007, a BBC 2 da Irlanda do Norte usou um logotipo de transição entre programas com um 2 estilizado, que aparecia comendo um Ulster fry à mesa.